# カザスケル
カザスケル（トルコ語: Kazasker 或いは kadıasker）とは、オスマン帝国において宗教的な事柄を司る軍事法官である。日本語では大法官とされる。 
当局間でカーディー、マドラサ教授職、聖職者などの割り当て、カーディーによる判決の破棄、変更、新たな判決の作成といった職務を担っていた。 そのためカーディーの決定はカザスケルへと異議申し立てが行われた。 16世紀以降、その権限の大半はシェイヒュルイスラームへと移譲された。
カザスケルはオスマン帝国において行政職のひとつであり、その単語は裁判官を示すカーディー（kadı）と軍事、軍隊を意味するアスケル（asker）から構成される。カザスケルはイルミエ（学者階級）に属し、この階級において最高位のものの一つである。カザスケルはオスマン帝国議会の議員でもあった。シェイヒュルイスラームが裁判に関する職務を行うようになるまで、裁判における宗教的な問題はカザスケルによって管理されていた。裁判の場においては、大宰相の右、行政長官 の左側に着座していた。
カザスケル職は1480年までアナトリア地方に単独で置かれていたが、それ以降はルメリ地方とアナトリア地方にそれぞれ分割された。 ルメリ地方のカザスケルは慣例的により高い地位であるとされた。彼らの職務は法廷での宗教的な問題の監督であった。 セリム1世のイラン遠征の後、東部地域の支配の確実化を図りディヤルバクル地方を中心とする第3のカザスケルが設置されたが、後に廃止された。
カザスケルは16世紀後半に至るまでマドラサとカーディーの任命において大宰相へ推薦や助言を行っていた。 後にこの職務はシェイヒュルイスラームへと移譲されたが、その際にも一部の教授職や一部地域のカーディーの任命権はカザスケルにあった。
カザスケルの任命は、17世紀まで大宰相によるスルタンへの推薦によって行われていたが、以降は大宰相の許可を得たシェイヒュルイスラームが推薦を行うようになった。カザスケルの任期は2年であったが、17世紀以降1年に縮小された。これに加えて、カザスケルは退任後再び同じ職に就くことが可能であった。
カザスケル職は、オスマン帝国の崩壊までその存在を維持している。